# Катарина Драганов Чордаш
Катарина Драганов Чордаш (28. новембар 1995. Зрењанин) је српска парапливачица у дисциплини пливање леђним стилом. Тренутно живи у Аустрији, тачније Линцу и студира психологију.

## Биографија
Рођена је 28. новембра 1995. у Зрењанину где је завршила основну школу а касније и Зрењанинску гимназију.
Након повреде 2015. године, остала је непокретна али је наставила да се бави пливањем.
Учествовала је 2021. и 2024. на Летњим параолимпијским играма. 
На Играма 2021. године се није пласирала у финале.
За учешће на Параолимпијским играма 2024. се изборила на Светском купу у Италији 2023. године. Године 2024. се пласирала у финале на 100m леђно и завршила на осмом месту. Такође се пласирала у финалу на 50m у истој дисциплини и била на седмом месту. 